# Brug 891
Brug 891 is een kunstwerk in Amsterdam-Noord.
Deze voetbrug is gelegen over de Oostertocht en vormt de verbinding tussen twee delen in een groenstrook/plantsoen ook wel Oostertocht Park genaamd.
Ook de andere bruggen over de Oostertocht (Brug 440, brug 889, brug 890, brug 892) zijn rond 1970 gebouwd. Deze bruggen zijn ontworpen door Sier van Rhijn voor de Dienst der Publieke Werken. Van Rhijn ontwierp toen een reeks bruggen in Amsterdam-Noord. Deze genoemde vijf kregen alle hetzelfde uiterlijk; een betonnen overspanning, T-vormige betonnen borstweringen, betonnen landhoofden en een metalen balustrade. Anders dan de andere bruggen heeft deze minder last van graffiti, maar de balustrades raken begroeid met korstmossen.

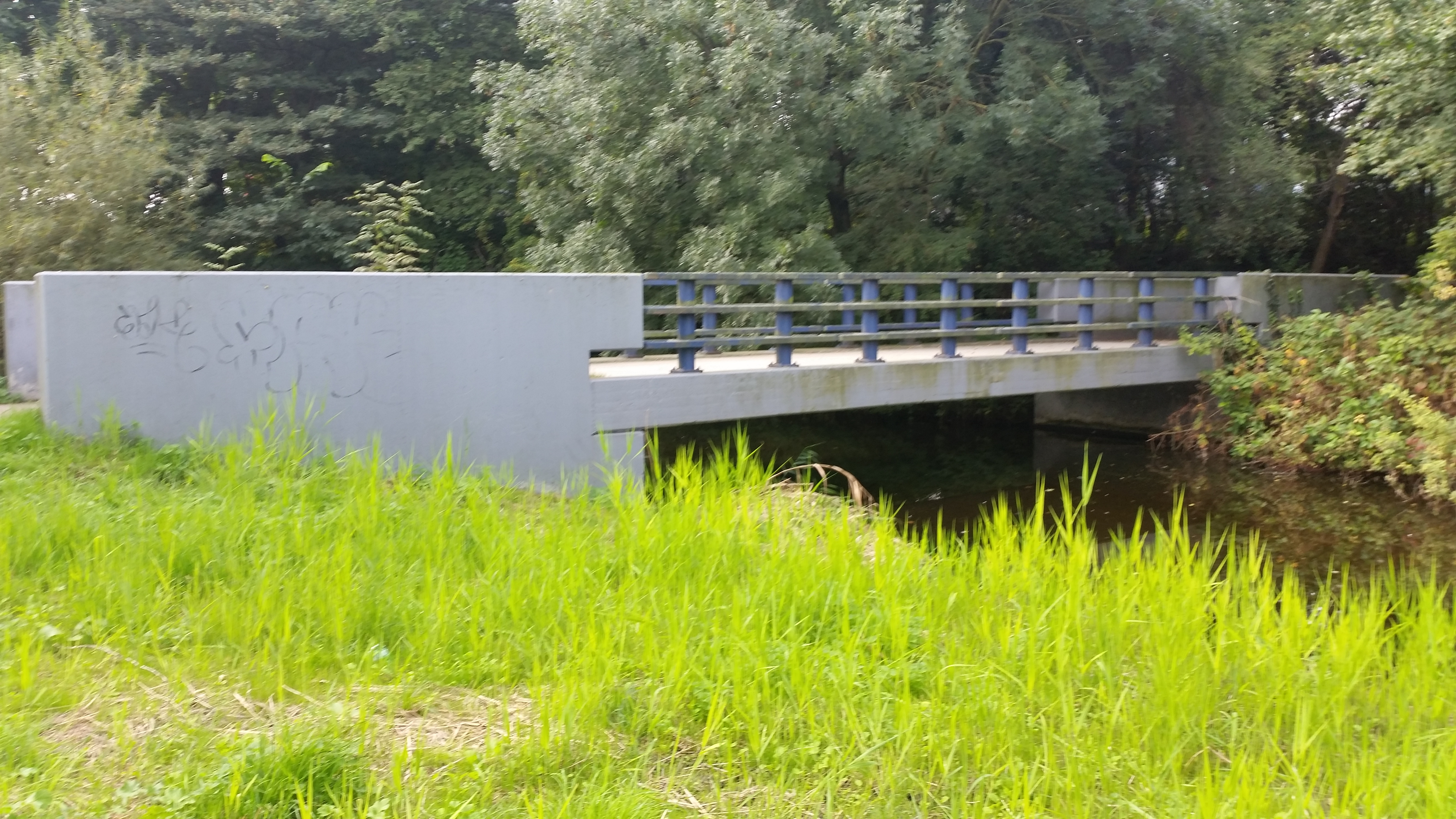
Zijaanzicht met blauwe leuningen groen uitgeslagen (september 2018)

<<< · 801 · 802 · 803 · 804 · 805 · 808 · 811 · 812 · 813 · 814 · 815 · 816 · 817 · 818 · 819 · 820 · 821 · 822 · 823 · 824 · 825 · 826 · 827 · 828 · 829 · 830 · 831 · 832 · 833 · 834 · 835 · 836 · 837 · 838 · 839 · 840 · 841 · 842 · 844 · 845 · 846 · 848 · 849 · 850 ·  854 · 856 · 857 · 858 · 859 · 860 · 863 · 864 · 865 · 866 · 867 · 868 · 869 · 870 · 871 · 872 · 873 · 875 · 876 · 877 · 889 · 890 · 891 · 892 · 893 · 895 · 896 · 897 · 898 · 899 · >>>
Brugnummers 800, 806, 807, 809, 810, 843 (gesloopt, Uilenstede, Amstelveen), 847 (Uilenstede, Amstelveen) , 851 (gesloopt, Dirk Sterenberg), 852 (gesloopt, Dirk Sterenberg), 853 (gesloopt, Dirk Sterenberg), 855, 861, 862, 874, 878, 879, 880, 881, 882, 883, 884, 885, 886, 887, 888, 894 zijn niet (meer) vergeven.